# Vlado Ilievski
Vlado Ilievski (en macédonien : Владо Илиевски), né le 19 janvier 1980 à Strumica, est un joueur macédonien de basket-ball. Il évolue au poste de meneur.

## Biographie
Lors de la saison 2007-2008, il joue avec le Mens Sana Basket. Il remporte le championnat d'Italie et participe au Final Four de l'Euroligue.
En novembre 2013, il rejoint le ČEZ Basketball Nymburk.

## Palmarès
- Champion de la Ligue adriatique 2002 avec l'Union Olimpija[1]
- Champion de Slovénie 2002 avec l'Union Olimpija[1]
- Coupe de Slovénie de basket-ball 2002, 2003, 2010, 2011[1]
- Champion d'Espagne 2004 avec le FC Barcelone[1]
- Champion d'Italie 2008 avec Montepaschi Siena[1]
- Coupe du Roi 2009 avec Caja Laboral[1].